# Latvija pirmajā vietā
Lettland zuerst (lettisch Latvija pirmajā vietā, LPV) ist eine rechtspopulistische politische Partei in Lettland.
Sie wurde im August 2021 vom ehemaligen Wirtschafts- und Verkehrsminister sowie Vorsitzenden der Latvijas Pirmā partija/Latvijas Ceļš, Ainārs Šlesers, gegründet. Er ist auch Vorsitzender der Partei. Die LPV erhielt bei den Parlamentswahl 2022 6,2 % der Stimmen und zog mit neun Sitzen in die Saeima ein. Bei der Europawahl 2024 erzielte sie 6,2 % der Stimmen und 1 Sitz im Europäischen Parlament.

## Programmatik
Die LPV gibt an, pro-christlich zu sein und für „traditionelle“ Familienwerte einzutreten, weshalb sie die konstitutionelle Verankerung der heteronormativen Familiendefinition zum Schutz vor „fremden Ideologien“ anstrebe. Sie will Unterstützungsleistungen einführen, die von der Anzahl der Kinder in einer Familie abhängig sind.
Im Vorfeld der Parlamentswahl 2022 propagierte sie ihr Ziel, Lettland innerhalb von acht Jahren zu einem der reichsten Länder der Welt zu machen, und kritisierte Maßnahmen zur Eindämmung der COVID-19-Pandemie. Sie setzt sich für Steuersenkungen und die Steuerbefreiung von 18-Jährigen im ersten Jahr der Erwerbstätigkeit ein, um die Emigration einzudämmen. Im Bildungsbereich fordert sie eine wettbewerbsfähige Bezahlung und die Anwerbung ausländischer Lehrkräfte. Ferner verspricht sie eine Indexierung der Renten durch Inflationskopplung.
Die LPV will eine Direktwahl des Staatspräsidenten einführen und seine Befugnisse erweitern. Sicherheitspolitisch sieht sie eine Zusammenarbeit mit den EU- und NATO-Partnern zur „Gewährleistung von Frieden und Stabilität in Europa“ vor.